# Súlnasker
Súlnasker es una isla volcánica de Islandia actualmente deshabitada. Tiene una superficie de unas 3 hectáreas (0,03 kilómetros cuadrados). Se localiza al sur del país, al oeste de Geirfuglasker y al sur de Geldungur y Hellisey. Pertenece a las islas Vestman en el océano Atlántico en la circunscripción de Suðurkjördæmi, de la región de Suðurland.